# 캐나디안 로코모티브 컴퍼니

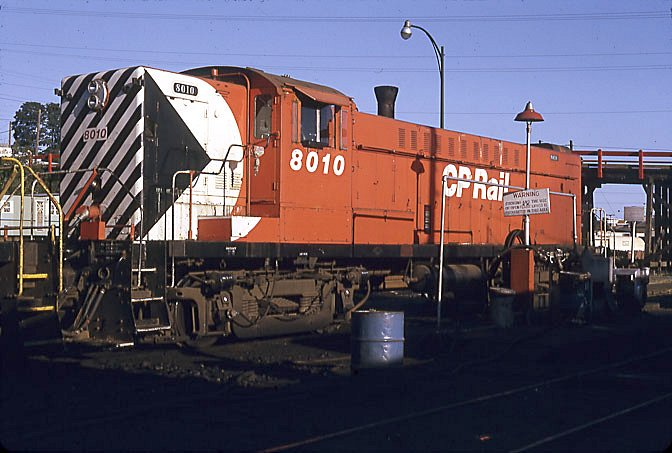

캐나디안 로코모티브 컴퍼니(영어: Canadian Locomotive Company, CLC)는 캐나다 온타리오주 킹스턴에 있었던 증기 기관차 및 디젤 기관차 제조 회사이다. 공장은 온타리오호 강변에 접해있었다.

## 역사
캐나디안 로코모티브 컴퍼니의 전신은 1848년에 업무를 시작한 온타리오 주조 공장(Ontario Foundry)이다. 나중에 킹스턴 로코모티브 워크스(Kingston Locomotive Works)가 되었다. 처음 증기 기관차가 생산된 것은 1854년 12월 20일이며, 그것은 캐나다의 그랜드 트렁크 철도 (GTR)의 첫 번째 4량의 기관차였다.
1865년에 캐나디안 엔진 & 머시너리 컴퍼니(Canadian Engine & Machinery Company)가 그 후임으로 설립되었으나 제2차 산업 혁명으로 1878년부터 1879년에 걸친 불황으로 또 다시 경영 위기에 빠져 파산에 이르렀다. 1878년 2월에 재건되어 캐나디안 로코모티브 앤드 엔진 컴퍼니(Canadian Locomotive and Engine Company)가 되었다. 또한 1881년 4월에 구조 조정을 하여 업무는 확대되었다.
캐나다 태평양 철도 (CPR)의 주주들은 CL & EC의 대부분을 보유하고 있었다.
1900년 1월 CPR과 GTR이 자기 부담으로 기관차를 조달하기로 결정했기 때문에, CL & EC는 또 다시 부도되어 공장은 폐쇄되었다. CL & EC는 새로운 투자자들에 의해 1901년 2월에 캐나디안 로코모티브 컴퍼니가 설립되었다. 1주일에 1량의 속도로 기관차를 제조할 수 있게 되었다. 1911년 6월 또 다시 새로운 경영자 하에 재건되었지만, 회사 이름은 변경되지 않았다.
1965년 7월 26일, CLC는 페어뱅크스모스가 되고, 캐나다에서 독립적인 기업으로는 없어졌다. 페어뱅크스 모스로 산업용 기계 및 선박 엔진 등의 분야에 진출하기 위해 기관차 제조는 감소했다.